# Rafael Rizzi
Rafael Rizzi, detto Rafinha (Lajeado, 8 gennaio 1993), è un giocatore di calcio a 5 brasiliano, laterale del Real Rieti.

## Carriera
Nell'ottobre del 2015 lascia il paese natale per approdare in Italia, al Real Rieti. Nell'estate 2018, con l'addio di Douglas Corsini, gli viene affidata la fascia di capitano degli amarantocelesti. Dopo una finale scudetto disputata nel 2023 con la maglia dell’Olimpus Roma, a settembre dello stesso anno viene ufficializzato il suo ritorno al New Real Rieti, in Serie B, dove ritrova David Festuccia come allenatore.

## Palmarès
- Winter Cup: 1
Real Rieti: 2015-2016
- Coppa della Divisione: 1
Real Rieti: 2018-2019